# Égray
L'Égray est un cours d'eau des Deux-Sèvres, affluent de la Sèvre Niortaise. 

## Géographie
Il prend sa source sur la commune de (VERRUYES) pas celle de Mazières-en-Gâtine (voir carte IGN et Google Maps), puis s'écoule sur les communes de Champdeniers, Germond-Rouvre et Sainte-Ouenne avant de rejoindre la Sèvre Niortaise au niveau de Saint-Maxire.
De 24,4 km de longueur, c'est un cours d'eau de première catégorie jusqu'à Germond-rouvre, puis de deuxième catégorie. 
L'Égray alimentait autrefois le site des tanneries et de l'abattoir à Champdeniers, avant de faire tourner les moulins de Douin et de l'Aumonnerie. Ceux-ci étaient des moulins à écorce et ils alimentaient les tanneries en tan (écorce de chêne). Plus en aval, on trouve également le moulin de la Basse-Pleige (1597), qui était exploité par des forçats travaillant enchaînés. Citons également le Moulin des Rochards (vestiges) et celui de Pimpeau, remarquablement restauré. Entre les deux édifices, le rocher de la Chaise, sur le versant nord-ouest, reste une curiosité locale. À Sainte-Ouenne, l'Égray s'écoule sous le pont des Oies et traverse le vieux moulin.
Selon Édouard Brasey et son « encyclopédie du Merveilleux, des Peuples de la lumière », la vallée de l'Égray était considérée à la fin du XIXe siècle comme le domaine exclusif des farfadets.